# Žeimena
Lo Žeimena (dalla parola lituana žiema, inverno, probabilmente a causa delle acque fredde) è un fiume che scorre nella parte orientale della Lituania. Più precisamente, attraversa la contea di Vilnius, ma non è lontanissimo dalla contea di Utena. 

## Percorso
Solitamente si tende a considerare che lo Žeimena nasca dal lago Žeimenys presso Kaltanėnai. Secondo altri invece, il suo corso inizierebbe prima di attraversare il lago e, di conseguenza, la lunghezza del fiume raggiungerebbe i 114 km anziché i 79,6 tradizionali. Superato Kaltanėnai, il corso d’acqua si dirige a sud-ovest tra le foreste del comune distrettuale di Švenčionys. 
Come altri fiumi della regione dell’Aukštaitija, è circondato da conifere, rocce e ontani. È solo vicino alla confluenza con il Neris che lo specchio d’acqua sfora nel comune distrettuale di Vilnius.

## Bacino idrografico

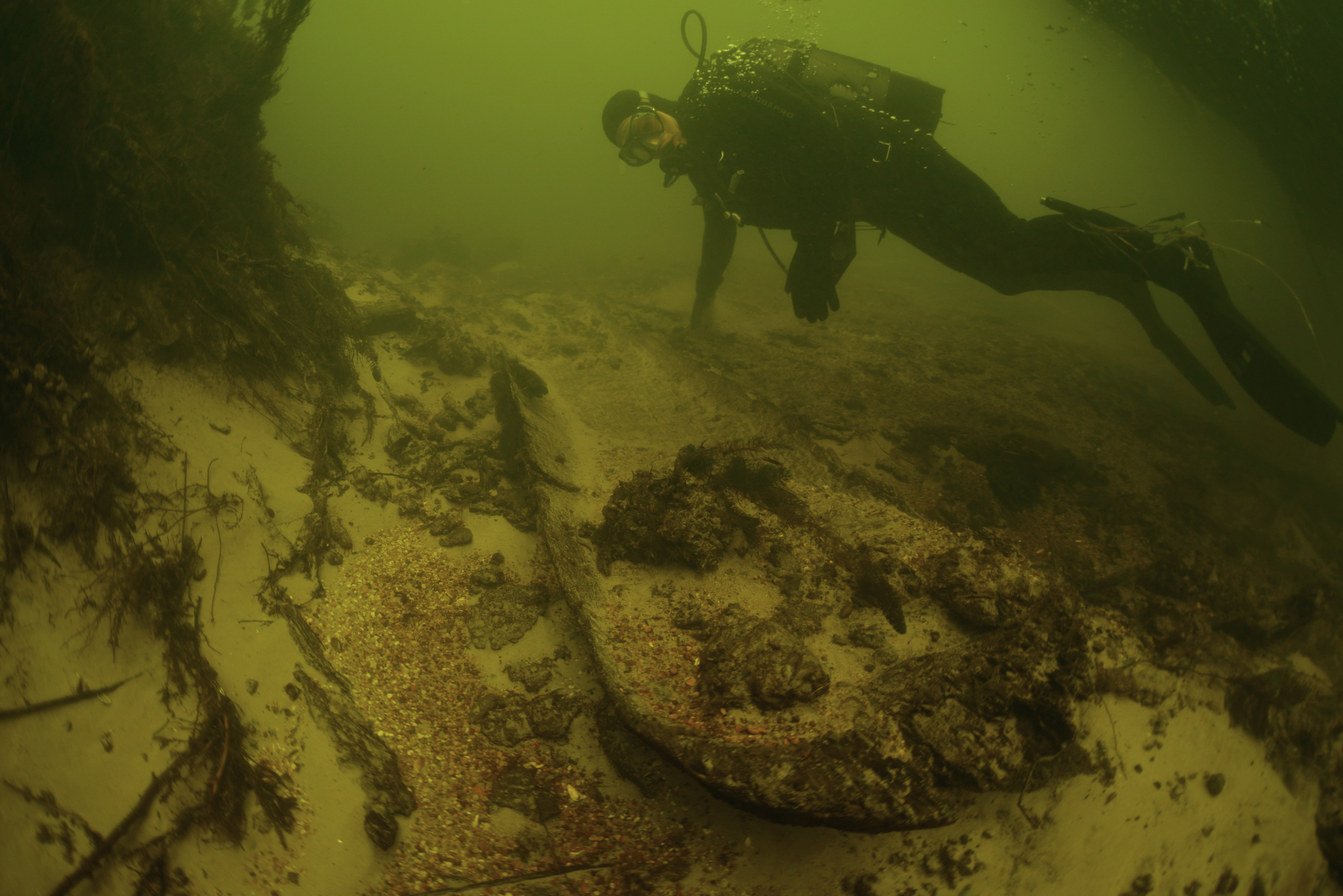
Immersione subacquea nelle acque del fiume Žeimena

L’area del bacino di Žeimena copre diversi affluenti:
- Da sinistra: Šventelė, Dobis, Saria, Mera, Voveraitė, Skerdiksna, Petruškė;
- Da destra: Kiauna, Luknelė, Sirgėla, Lakaja, Gulbynė, Dubinga, Mečanka, Jusinė, Sąvalka.

La maggior parte dei laghi più grandi dell’Aukštaitija è ricompresa nel bacino di Žeimena (7% dei corsi d’acqua totali dell’area): alcuni dei laghi principali sono il Lūšiai, il Kretuonas, l’Asveja, il Dringis, il Tauragnas e altri ancora). Lo Žeimena attraversa per molti chilometri la foresta di Labanoro–Pabradės.

## Idrologia

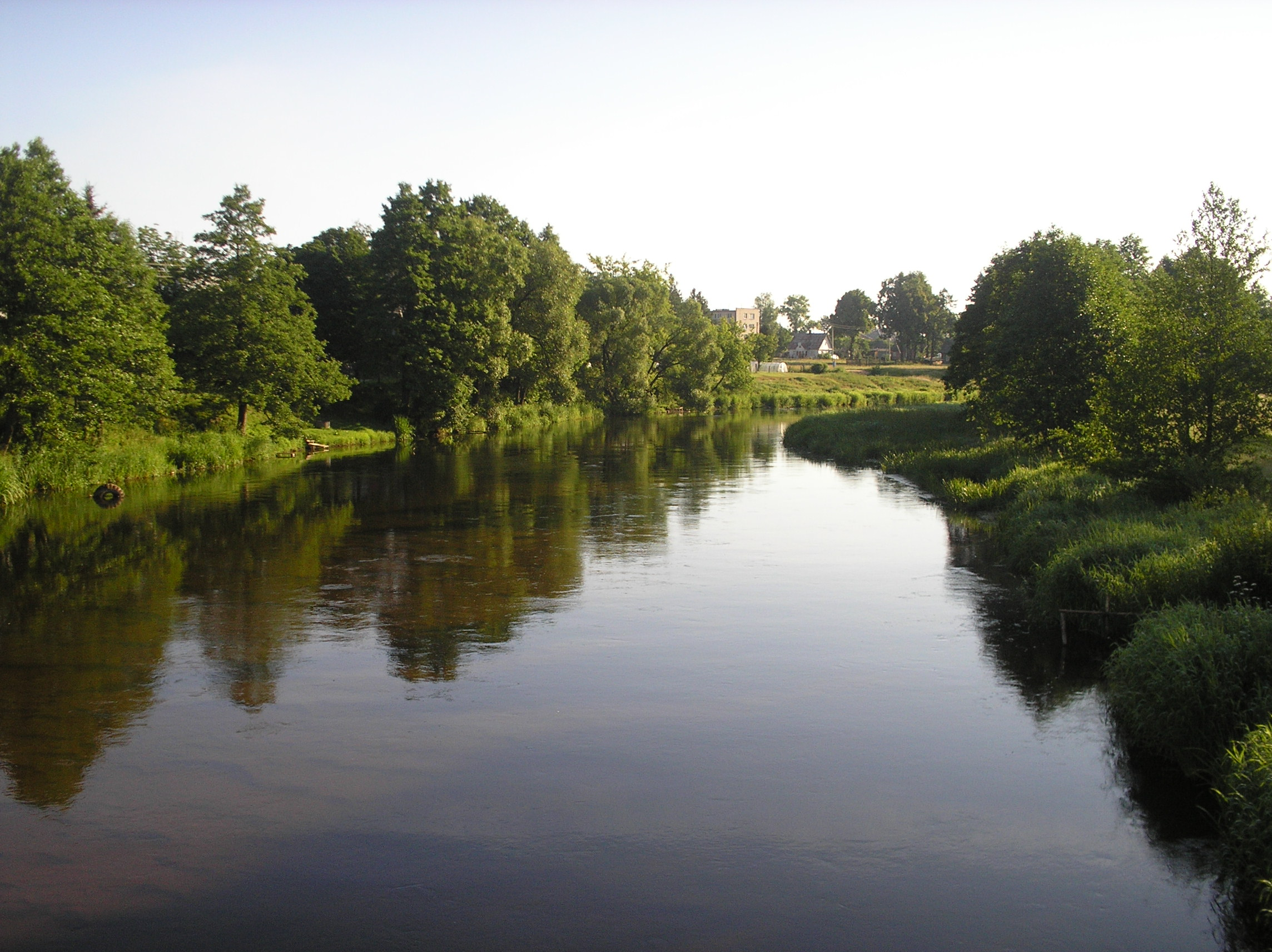
Žeimena

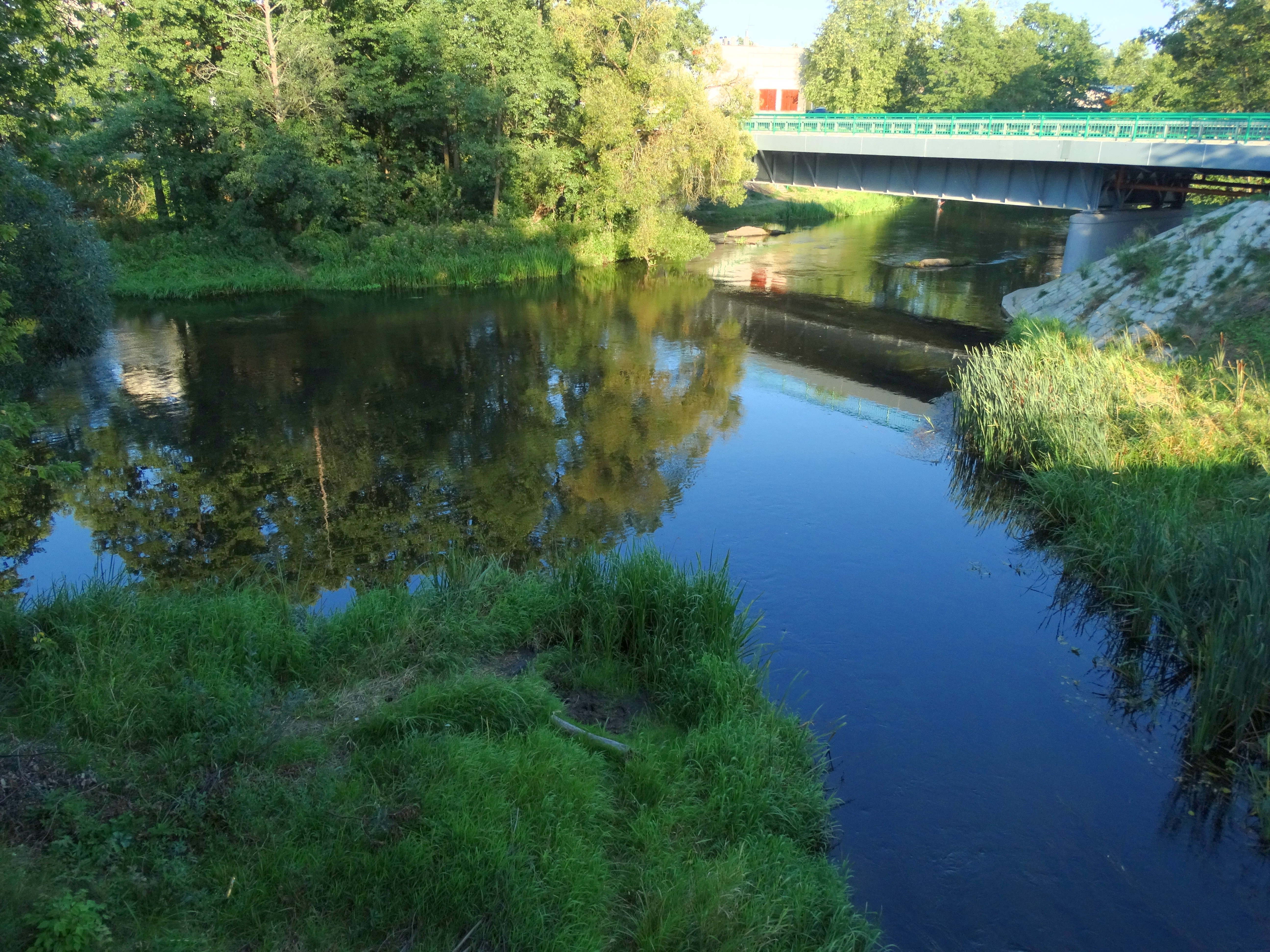
Ponte sul fiume

Da Kaltanėnai a Pabradė il fiume è tortuoso. A valle si allarga e la pendenza raggiunge i 25-30 m. Dalla valle di Pabradė inizia lentamente a restringersi fino alla foce. Di seguito, i dati sulla portata:
| Portata in (m³/s) | Presso Kaltanėnai | Presso Pabradė | Presso la foce |
| ----------------- | ----------------- | -------------- | -------------- |
| Media             | 4,99              | 20,6           | 27,0           |
| Massima           | 17,5              | 112            | ?              |
| Minima            | 1,17              | 5,93           | ?              |

## Storia
Lungo il fiume Žeimena c'è la sezione della ferrovia Vilnius-Turmantas del XIX secolo, luogo adatto agli amanti della natura e di insediamenti storici.
È uno dei fiumi più puliti della Lituania, non è attraversato da dighe, ed è ritenuta la principale area di riproduzione dei salmonidi.
Gli insediamenti maggiori vicini al fiume sono: Kaltanėnai, Šakališkė, Švenčionėliai, Jaunadaris, Meškerinė, Pabradė, Družiliai e Santaka.